# 多馬日爾河

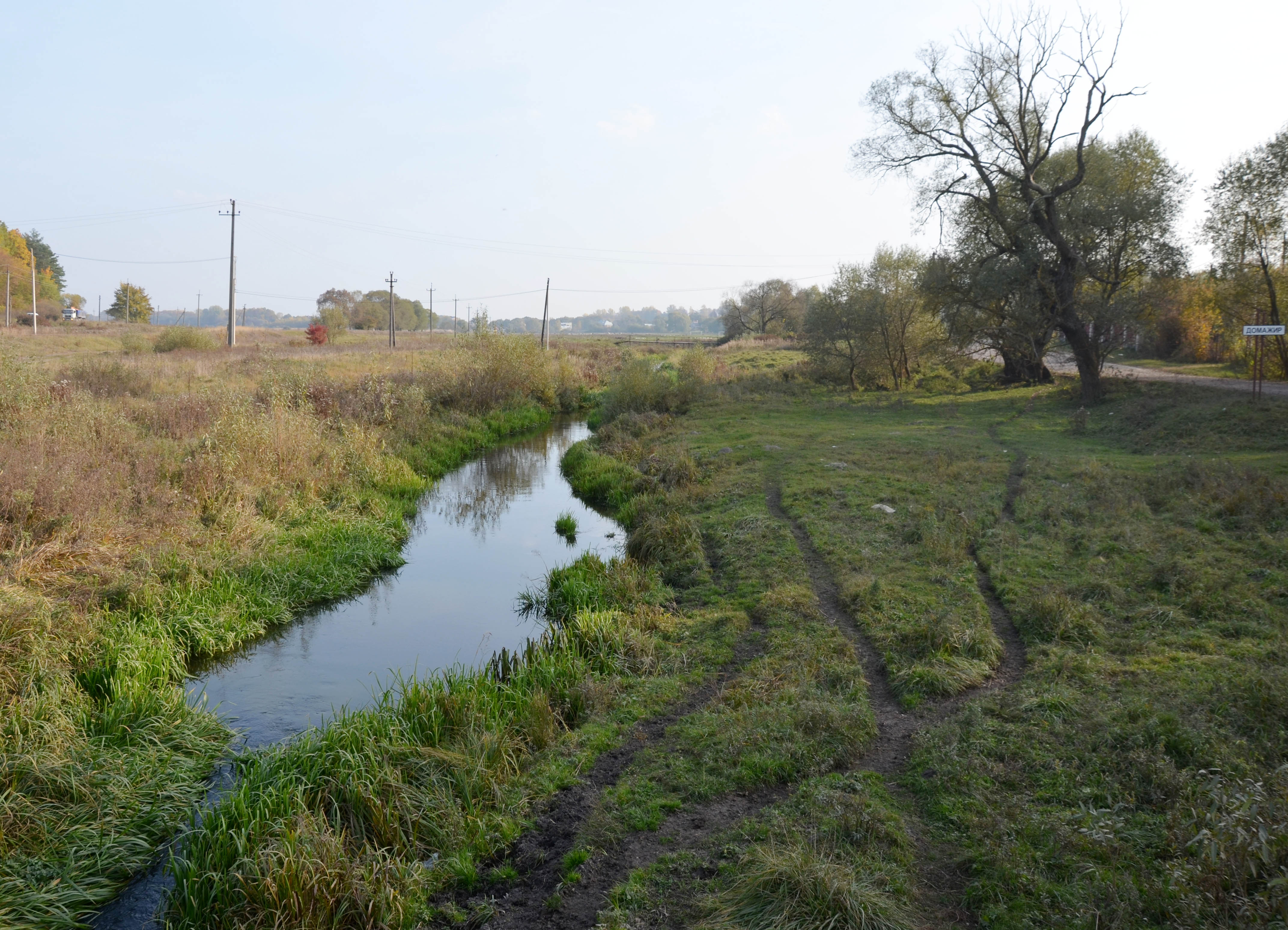

多馬日爾河（羅馬化：Domazhyr）是烏克蘭的河流，流經該國西部利沃夫州，屬於韋雷希察河的左支流，河道全長24公里，流域面積224平方公里，支流有濟姆納河。